# Herbert Hammans
Herbert Hammans (* 3. April 1932 in Düren) ist ein deutscher Geistlicher, Prälat und emeritierter Dompropst am Aachener Dom.

## Leben und Wirken
Nach seinem Abitur am humanistischen Stiftischen Gymnasium Düren in Düren studierte Hammans Theologie und Philosophie an der Universität Innsbruck und wurde 1961 zum Dr. theol. promoviert. Zwischenzeitlich hatte er am 25. Juli 1959 in Aachen die Priesterweihe empfangen. 
Von 1960 bis 1967 wurde Hammans als Kaplan an St. Remigius in Viersen und an St. Mariä Himmelfahrt in Mönchengladbach eingesetzt und wurde von 1967 bis 1972 als stellvertretender Leiter des Collegiums Leoninum übernommen. Im Anschluss daran war er von 1972 bis April 2007 im Bischöflichen Generalvikariat des Bistums Aachen (BGV) überwiegend im Bereich der Aus- und Fortbildung tätig und übernahm im BGV 1988 bis 2004 die Leitung der Hauptabteilung „Außerschulische Bildung“. Darüber hinaus war er von 1990 bis 2015 Ökumenebeauftragter des Bistums Aachen. Darüber hinaus diente er ebenfalls ab 1972 bis 2015 insgesamt 43 Jahre dem Aachener Vinzenz-Heim als Hausgeistlicher.
Im Jahr 1992 wurde Hammans am Aachener Dom als Residierender Domkapitular berufen und 1995 zum stellvertretenden Generalvikar ernannt. Vom 5. April 2004 bis zu seiner Emeritierung am 31. Dezember 2007 bekleidete er als Nachfolger von Hans Müllejans das Amt des Dompropsts am Aachener Dom. 
Schwerpunkte seiner Arbeit in Aachen waren unter anderem als bischöflicher Beauftragter die kritische Beobachtung und Begleitung anlässlich der Übernahme des Klosters Reichstein bei Monschau und der dortigen Einrichtung einer neuen Niederlassung durch die französische Vertreter der Piusbrüder, sowie die Umsetzung der problematischen und über mehrere Jahre teilweise gerichtlich begleiteten Auflösung des Karmelitinnenklosters Maria Königin in Zweifall bei Stolberg und die erfolgreiche Veräußerung des Karmelitinnenklosters Aachen am Fuße des Lousbergs.
Bereits 1982 wurde Hammans als Kaplan seiner Heiligkeit mit dem Ehrentitel Monsignore ausgezeichnet und im Jahr 1993 zum Päpstlichen Ehrenprälat ernannt.
Hammans ist zudem Ehrenmitglied der Katholischen Deutschen Studentenverbindung (K.D.St.V.) Bergland (Freiberg) Aachen.

## Schriften (Auswahl)
- Die neueren katholischen Erklärungen der Dogmenentwicklung, in: Beiträge zur neueren Geschichte der katholischen Theologie, Band 7, Ludgerus, Essen 1965
- Geist und Kirche. Studien zur Theologie im Umfeld der beiden Vatikanischen Konzilien; Gedenkschrift für Heribert Schauf, zusammen mit Hermann-Josef Reudenbach und Heino Sonnemans, Schöningh, Paderborn 1991